# 海德堡印刷機

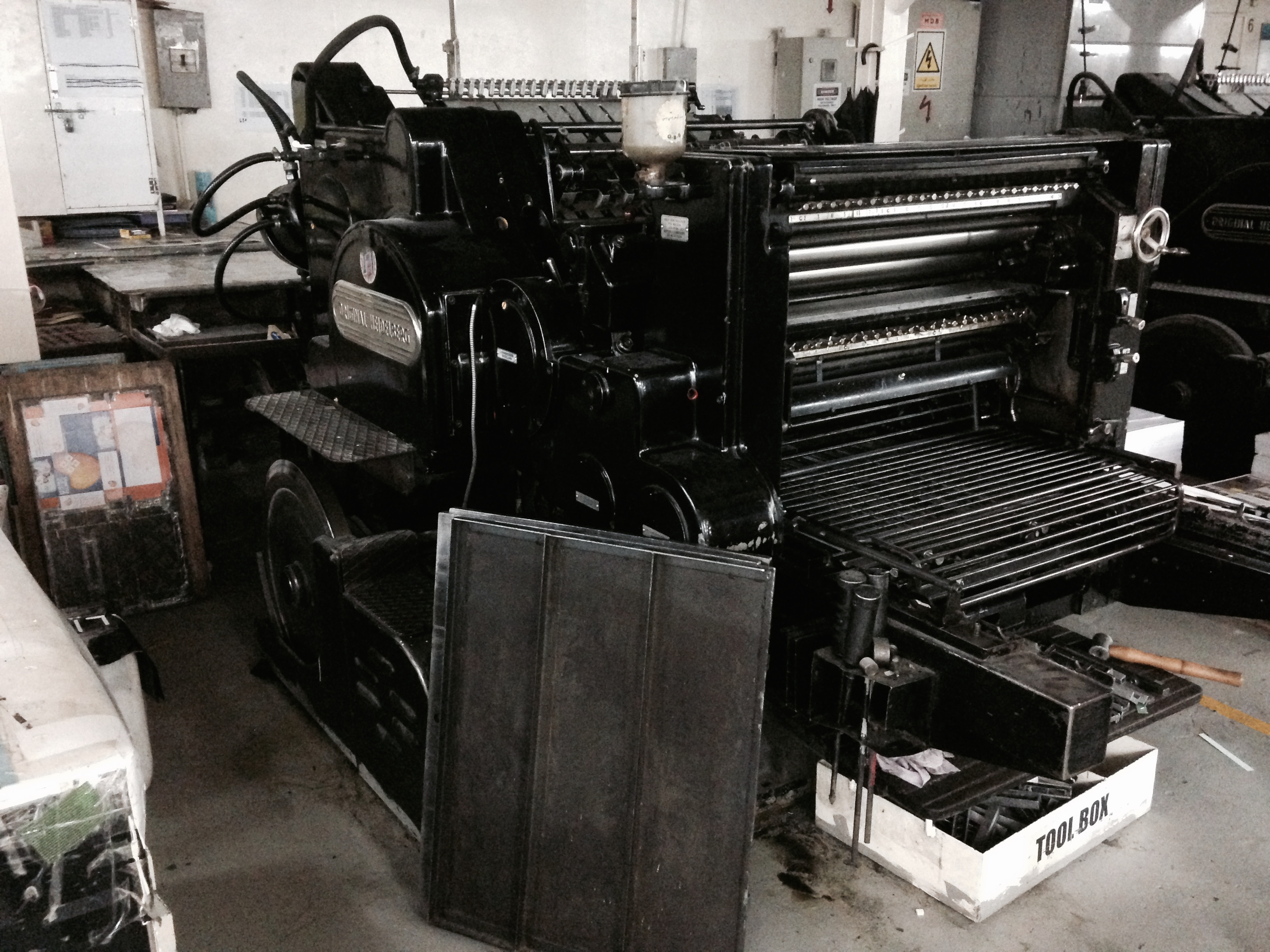
一部古舊的海德堡單色印刷機

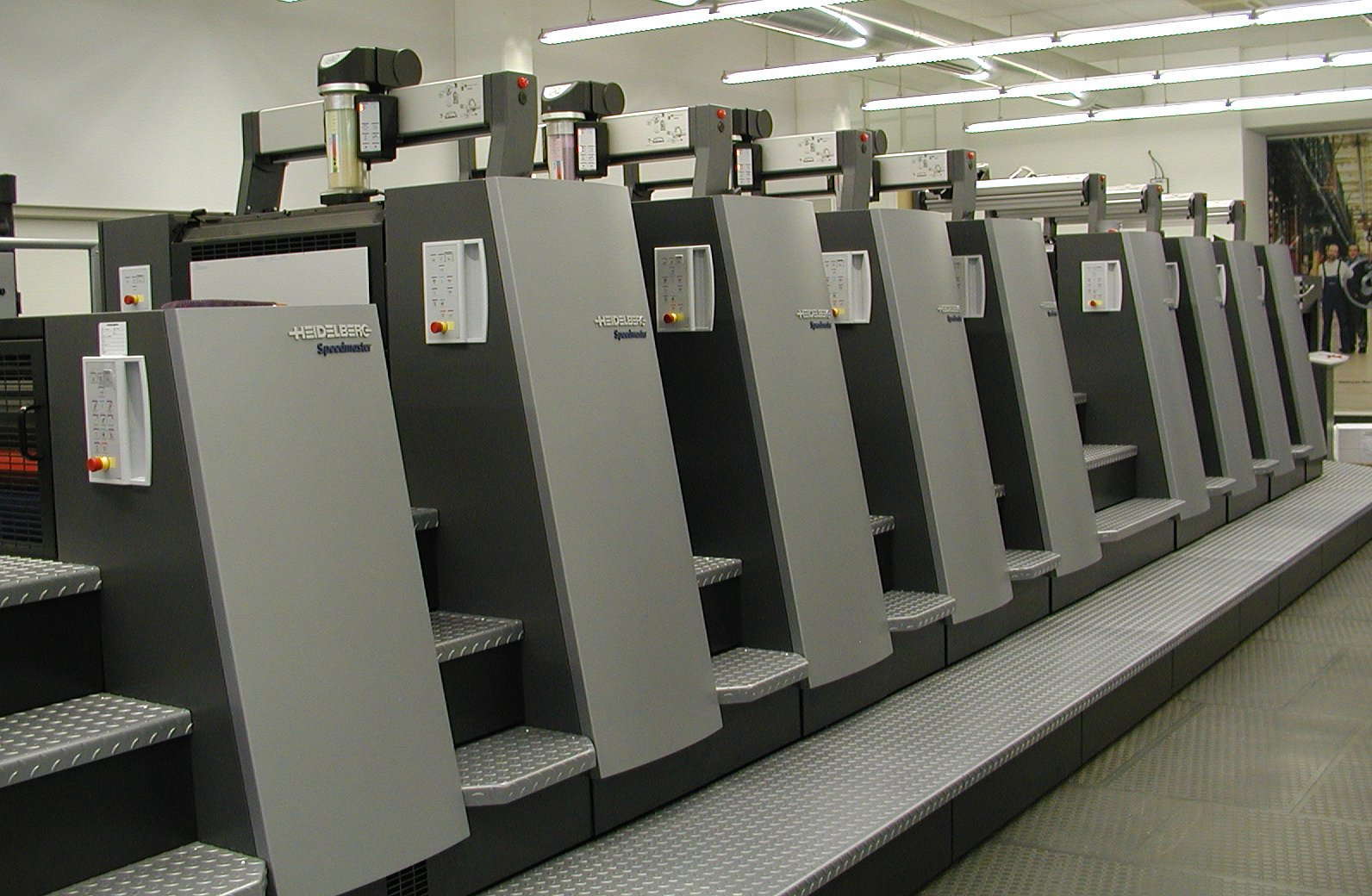
現代化的8色印刷機

海德堡印刷機（Heidelberger Druckmaschinen AG） 是一家德国精密印刷机械工程公司，注册办事处位于德國海德堡（巴登-符腾堡），总部位于威斯洛赫/瓦尔多夫（巴登-符腾堡）。该公司为印刷产品的整个流程和价值链提供产品和服务，以及生产用于印前、印刷和印后的设备。該公司是全球最大的胶印机制造商。該公司的单张纸胶印技術主要用于高质量的多色产品，例如目录、日历、海报和标签。